# Дацки (Черкасская область)
Дацки́ (укр. Дацьки) — село в Корсунь-Шевченковском районе Черкасской области Украины.
Население по переписи 2001 года составляло 351 человек. Почтовый индекс — 19441. Телефонный код — 4735.

## Местный совет
19441, Черкасская обл., Корсунь-Шевченковский р-н, с. Дацки

## История
Село было в составе Селищской волости Каневского уезда Киевской губернии. В селе Дацки была Успенская церковь. Священнослужители Успенской церкви:
- 1799—1802 — священник Тимофей Яковлевич Серединский
- 1866—1879 — священник Афанасий Петрович Завиновский